# Henryk I (książę Brabancji)
Henryk I (ur. w 1165, zm. 5 września 1235 w Kolonii) – książę Brabancji od 1190 r. z dynastii z Louvain.

## Życie
Był synem księcia Dolnej Lotaryngii (i langrafa Brabancji – od 1183 księcia Brabancji) Gotfryda VIII (III) i Małgorzaty z Limburga. Wcześnie został dopuszczony przez ojca do współrządów - w 1179 r. ojciec przyznał mu hrabstwo Brukseli, a w 1183 r. Henryk został jego koregentem. W tym okresie sprawował faktyczną władzę w księstwie z uwagi na podróż ojca do Ziemi Świętej. Po śmierci ojca w 1190 objął samodzielną władzę w Brabancji.
W związku ze swymi staraniami o umocnienie swoich wpływów oraz powiększenie granic księstwa, popadł w konflikty z sąsiadami – pierwsze toczył jeszcze za życia ojca. W 1191 r. doszło do sporu z hrabiami Hainaut, później z arcybiskupem Kolonii.
W tym samym roku Henryk znalazł się w wirze sporu pomiędzy Hohenstaufami i Welfami – doprowadził do wyboru swego brata Alberta na biskupa Liège, co wywołało konflikt z cesarzem Henrykiem VI Hohenstaufem, mającym swego kandydata na to stanowisko (Lotara z Hochstaden). Jesienią następnego roku Albert został zamordowany, co jeszcze bardziej zaogniło konflikt wskutek pragnienia zemsty Henryka. Być może myślał wówczas nie tylko o obaleniu Henryka VI, ale także o zastąpieniu go na tronie niemieckim swoją osobą. Cesarz w tym okresie był zajęty we Włoszech i dążył do ugody. Doszło do porozumienia z księciem Brabancji, a cesarz obiecał uznanie na stanowisku biskupim w Liége kandydata wskazanego przez księcia brabanckiego i jego stronników.
Henryk tymczasem kontynuował spory z sąsiadami – w kolejnych latach doszło do jego wojen przeciwko hrabiom Hainaut, Limburga i Geldrii. W 1197 r. wziął udział w krucjacie zaplanowanej przez cesarza. Przybył do Ziemi Świętej w awangardzie sił cesarskich, zdobył m.in. Bejrut. Na wieść o śmierci Henryka VI w Italii wrócił jednak do kraju na początku 1198 r. W rozgorzałym na nowo sporze Hohenastaufów i Welfów o tron niemiecki już regentka pod nieobecność Henryka, jego żona Matylda, opowiedziała się po stronie Welfa, Ottona IV (który w 1198 r. zaręczył się z córką Henryka, Marią), a przeciwko Filipowi Szwabskiemu, bratu zmarłego Henryka VI.
Henryk grał bardzo ważną rolę w stronnictwie angielsko-welfijskim. W 1202 r. pokonał trzymającego stronę Filipa Szwabskiego hrabiego Holandii i pojmał hrabiego Geldrii Ottona I. Jednak gdy palatyn reński przeszedł na stronę Filipa, a król francuski pokonał Anglików, Henryk w 1204 r. przystąpił do stronnictwa Staufów. Poszły za tym daleko posunięte plany matrymonialne – małżeństwa Marii, córki Henryka, z królem Sycylii Fryderykiem II Hohenstaufem, a następnie także syna i następcy Henryka (też Henryka) z córką Filipa Szwabskiego. Planów tych jednak nie zrealizowano. Gdy w 1208 r. Filip Szwabski został zamordowany, Henryk, który początkowo myślał o ubieganiu się o koronę niemiecką na własną rękę, sprzymierzył się ponownie z Ottonem IV.
W 1212 r. zmusił Liège do uznania władzy Ottona, ale już w 1213 r. po raz kolejny zmienił front. Poślubił wówczas córkę króla Francji Filipa II Augusta i obiecał mu wsparcie przeciw Anglikom. Walczył przeciw Flandryjczykom, początkowo skutecznie, ale został pokonany przez Liège, co wymusiło kolejną zmianę stronnictwa politycznego. Ponownie przystąpił do Ottona, który poślubił córkę Henryka Marię, i nawet wziął udział po stronie Ottona w bitwie pod Bouvines, jednak francuskie zwycięstwo w tym starciu zadecydowało o ostatecznym przejściu Henryka na stronę Staufów.
Przez ostatnie 21 lat rządów Henryk nie chwytał więcej za broń, a zajmował się rządami w kraju, dbając o rozwój handlu, przyznając miastom przywileje, oraz czyniąc nadania na rzecz Kościoła. W 1235 r. stanął na czele poselstwa cesarskiego do Anglii, które przywiozło Fryderykowi II narzeczoną, Izabelę, siostrę króla angielskiego Henryka III. W drodze powrotnej Henryk rozchorował się i zmarł w Kolonii.
Był znaczącą postacią swoich czasów, zarówno w polityce wewnątrzniemieckiej doby konfliktu Staufów z Welfami, jak i na arenie międzynarodowej (bliskie związki z Francją, a potem i Anglią). Jego celem było jednak przede wszystkim umocnienie i powiększenie Brabancji, zapewnienie panowania (a co najmniej dominacji) w Lotaryngii (eksponował z tego powodu tytuł księcia Lotaryngii).

## Rodzina
Henryk był dwukrotnie żonaty. Jego pierwszą żoną była poślubiona w 1179 r. Matylda, córka hrabiego Boulogne Mateusza z Flandrii, zmarła w 1210/1211. Z potomstwa tego związku dwóch synów i cztery córki dożyło lat sprawnych:
- Adelajda (zm. 1261/1278), żona hrabiego Loan Arnolda, później hrabiego Clermont Wilhelma IX, a następnie marszałka Brabancji Arnolda z Wesemaele
- Maria (zm. 1260), żona cesarza Ottona IV, a następnie hrabiego Holandii Wilhelma I
- Matylda (zm. 1267), żona palatyna reńskiego Henryka VI, a następnie hrabiego Holandii Florisa IV
- Henryk II (zm. 1248), książę Brabancji
- Gotfryd (1209-1253), hrabia Louvain
- Małgorzata (zm. 1231), żona hrabiego Geldrii Gerarda III

W kwietniu 1213 r. Henryk ponownie się ożenił - z Marią, córką króla Francji Filipa II Augusta, wdową po hrabim Namur Filipie. Ze związku tego pochodziły dwie córki, w tym Elżbieta (zm. 1273), żona następcy tronu hrabstwa Kleve Dytryka (syna Dytryka IV), a następnie hrabiego Limburga Gerarda II.